# Star Wars: Knights of the Old Republic II – The Sith Lords
Star Wars: Knights of the Old Republic II — The Sith Lords (с англ. — «Звёздные войны: Рыцари старой Республики II — Лорды ситхов») — компьютерная ролевая игра, разработанная компанией Obsidian Entertainment и изданная LucasArts. Являясь продолжением игры Star Wars: Knights of the Old Republic от BioWare, она была выпущена для Xbox 6 декабря 2004 года, для персональных компьютеров под управлением Microsoft Windows — 8 февраля 2005 года, для macOS и Linux — 21 июля 2015 года, для Android и iOS — 18 декабря 2020 года, а для Nintendo Switch — 8 июня 2022 года. Действие игры, как и её предшественницы, разворачивается во вселенной «Звёздных войн» за 4000 лет до событий фильма «Эпизод I: Скрытая угроза» и основано на системе d20, разработанной Wizards of the Coast.
Игра использует Odyssey Engine, который первоначально применялся в игре Knights of the Old Republic. Написание сценария началось ещё до выхода оригинальной игры, а разработка стартовала в октябре 2003 года, после того как BioWare, будучи уверенной в предыдущих работах Obsidian, предложила им свою лицензию на «Звёздные войны».
Сюжет Knights of the Old Republic II разворачивается через пять лет после событий первой части и повествует об Изгнаннице — рыцаре-джедае, исключённой из Ордена джедаев. В это время Орден почти полностью уничтожен ситхами. Игра начинается с того, что протагонист приходит в сознание на шахте, расположенной на астероиде. После того как игрок сбегает оттуда с помощью своих спутников, она находит того, кто изгнал её десять лет назад, и получает от него задание разыскать оставшихся джедаев для борьбы против ситхов.
Игра получила в основном положительные отзывы критиков после выхода; были отмечены сюжет, персонажи и диалоги, которые, как подчёркивалось, были более неоднозначными, чем в оригинальной Knights of the Old Republic. Игра была включена в книгу 1001 Video Games You Must Play Before You Die. Особенно высоко был оценён персонаж Креи, которую GameSpy назвал лучшим игровым персонажем 2005 года. Тем не менее, игра подверглась критике за слишком большое сходство с предшественницей в плане графики и игровых систем, а также за выпуск в незавершённом состоянии.

## Игровой процесс
Knights of the Old Republic II представляет собой ролевую игру от третьего лица с боевой системой реального времени, которую можно ставить на паузу, в отличие от пошаговой системы. Бои и взаимодействие с окружающей средой и неигровыми персонажами основаны на системе d20, как и в Star Wars: Knights of the Old Republic. В начале игры появляется экран создания персонажа с несколькими опциями на выбор, при этом есть возможность автоматической генерации персонажа. Knights of the Old Republic II содержит 30 новых способностей Силы. Как и в предшественнице, в игре присутствует несколько мини-игр, таких как гонки и карточная игра «Пазаак». Интерфейс был упрощён по сравнению с оригинальной игрой, а управление группой персонажей стало более удобным; к примеру, игрок может переключаться между двумя выбранными наборами оружия в меню. Как и в первой части, игрок может примкнуть к светлой или тёмной стороне Силы. Выбор уважительных и сопереживающих вариантов в диалогах даёт главному герою очки светлой стороны, а эгоистичные и злые реплики приводят к получению очков тёмной стороны.
Боевая система Knights of the Old Republic II ничем не отличается от таковой в первой части. В игру были добавлены несколько новых форм боя на световых мечах, каждая из которых полезна в определённых условиях. К примеру, одна из них лучше всего подходит против противников с бластерным оружием, а другая эффективна для восстановления после использования способностей Силы. Игрок может применять различное оружие ближнего и дальнего боя, в том числе мечи и огнестрельное оружие. Возможно также сражаться без оружия. Новшеством игры стали «престиж-классы» — дополнения к классам джедаев из Knights of the Old Republic. Они дают возможность главному герою специализироваться в бою на световых мечах или в способностях Силы, в зависимости от выбора игрока.
Игрок может путешествовать в компании до двух напарников одновременно, которые получают очки опыта с той же скоростью, что и главный герой. Для членов группы можно выбирать снаряжение и способности, влияющие на различные характеристики и умения. Игроки могут обыскивать трупы и различные объекты окружающей среды. Протагонист также обладает возможностью «влиять» на своих спутников; совершая действия, которые впечатляют их, игрок повышает своё влияние на них. В зависимости от уровня влияния напарники могут безоговорочно поддерживать главного героя или восстать против него. Игрок также может использовать высокий уровень влияния, чтобы привести спутников на светлую или тёмную сторону Силы, а некоторых персонажей можно научить использовать Силу.

## Синопсис

### Сеттинг
Действие игры разворачивается через пять лет после событий Knights of the Old Republic и за 3919 лет до событий «Скрытой угрозы», во времена, когда джедаи были почти полностью истреблены ситхами. Персонаж игрока, бывшая рыцарь-джедай, изгнанная из Ордена, упоминается как «Изгнанница». По ходу игры Изгнанница восстанавливает свою связь с Силой и с помощью напарников пытается остановить ситхов. Игрок принимает решения, которые склоняют Изгнанницу либо к светлой, либо к тёмной стороне Силы, и путешествует по шести планетам, чтобы помочь Республике в установлении мира и стабильности в галактике или воспрепятствовать этому. По оригинальной «Расширенной вселенной», Изгнанницей называют женщину Митру Сурик, хотя у игрока есть возможность изменять внешность, пол и имя главного героя.
В Knights of the Old Republic II появляются новые игровые локации, включая Телос, Ондерон и его спутник Дксун, Малакор V, горнодобывающий объект Перагус, а также различные космические корабли, такие как захваченный республиканский крейсер «Предвестник», крейсер ситхов «Разоритель» и яхта Гото на орбите планеты Нар-Шаддаа. Две планеты из оригинальной игры, Коррибан и Дантуин, вновь доступны для посещения, но предстают опустошёнными, с разрушенными постройками и усугубившимися проблемами. «Эбеновый ястреб», корабль главного героя из первой части, также используется игроком для путешествий в Knights of the Old Republic II.

### Персонажи
Предыстория Изгнанницы раскрывает, что она служила под началом Ревана во время Мандалорских войн и отдала приказ об активации разрушительного оружия в решающей битве над Малакором V. Последовавшая массовая гибель участников битвы создала настолько значимую «рану» в Силе, что она была вынуждена разорвать свою связь с Силой, чтобы выжить. Совет джедаев в итоге приговорил её к изгнанию из Ордена. По ходу игры Изгнанница восстанавливает связь с Силой.
В число персонажей, присоединяющихся к Изгнаннице, входят Крея, которая становится наставником; пилот и бывший ассасин ситхов Эттон Рэнд; техник и ветеран Мандалорских войн Бао-Дур со своим дроидом-помощником; дроид G0-T0; и ученица ситхов Визас Марр. Также в команду Изгнанницы вступают T3-M4 и Кандерус Ордо (несущий имя «Мандалор»), фигурировавшие в первой игре. При определённых условиях к отряду могут присоединиться и другие персонажи. Если Изгнанница соберёт необходимые детали и реактивирует дроида-убийцу HK-47 из первой части, тот присоединится к миссии. В зависимости от мировоззрения игрока спутником Изгнанницы станет либо охотница за головами Мира (светлая сторона или нейтральная позиция), либо её соперник — вуки-наёмник Ханхарр (тёмная сторона). Пол главного героя также влияет на то, кто войдёт в команду: к Изгнаннице-женщине присоединится ученик Микал, а к Изгнаннику-мужчине — служанка Брианна.
Knights of the Old Republic II включает трёх основных антагонистов: Дарт Трея — загадочная фигура, остающаяся в тени большую часть игры; Дарт Сион — владыка ситхов-нежить, в прошлом служивший под началом Экзара Куна в Великой войне ситхов (события которой освещались в серии Tales of the Jedi); и Дарт Нихилус — владыка ситхов, чьё физическое тело было уничтожено из-за его чрезвычайно сильной связи с Силой. Эти трое ситхов возглавляют неформальное объединение воинов и убийц, оставшихся от империи Дарта Малака из предыдущей игры. В период между событиями первой и второй игр ситхи осуществили масштабную и во многом успешную кампанию геноцида против Ордена джедаев. Ещё одним значимым антагонистом выступает Атрис, бывший член Совета джедаев, чьи неэтичные методы борьбы с ситхами приводят к конфликту с Изгнанницей.

### Сюжет
Пока Изгнанница скрывается на республиканском крейсере «Предвестник», дроид-убийца HK-50 ловит и усыпляет её, чтобы передать преступному синдикату «Обмен» (англ. Exchange), назначившему награду за живых джедаев. Изгнанницу спасают Крея, с которой у неё образуются связь через Силу, и дроид T3-M4 на корабле «Эбеновый ястреб». Троица покидает «Предвестник», захваченный отрядом ситхских убийц. Во время побега их корабль получает повреждения от огня «Предвестника», и в конце концов они прибывают на горнодобывающий комплекс Перагус. Заручившись поддержкой контрабандиста Эттона Рэнда, группа улетает на планету Телос IV. Укрываясь на Телосе, они встречают Атрис, выжившую участницу Совета джедаев, которая десять лет назад приговорила протагониста к изгнанию. Уладив разногласия касательно прошлого приговора Изгнанницы, Атрис формирует с ней шаткий союз и поручает найти других уцелевших джедаев для совместного противостояния ситхам. Изгнанница отправляется на четыре планеты, чтобы разыскать укрывшихся мастеров-джедаев и, в зависимости от выбора игрока, либо выпросить у них помощи, либо убить в отместку за изгнание. По ходу странствий к Изгнаннице присоединяются несколько спутников, готовых помочь ей в выполнении миссии.
Собрав всех выживших джедаев в восстановленной академии на Дантуине, Изгнанница начинает их расспрашивать, чтобы вспомнить своё изгнание и убедить их помочь остановить ситхов. Но в итоге Совет отказывается помогать, мотивируя это нехотением погибнуть от неизвестной угрозы, и в том, что они не доверяют ей полностью, так как она считается прислужницей ситхов. Далее в зал академии приходит Крея, и убивает их Удушением Силы за их неправильный суд над Сурик. После всего случившегося Изгнанница со своей командой отправляется обратно на Телос для его защиты от армии Дарта Нихилуса. Они прилетают на полуразрушенный корабль «Разоритель» (англ. Ravager), где находится Нихилус. После прилёта они находят Нихилуса и начинают с ним биться: Митра убивает Лорда Ситхов.
Одна угроза была устранена, но осталось другая угроза на Малакоре V (англ. Malachor V). Главная героиня отправляется туда с помощью видений Визас. После неудачной посадки, команду разбрасывает по разным частям планеты. Изгнанница находит тайную академию ситхов Трайуса (англ. Trayus Academy) и проникает туда. На своём пути она встречается с Дартом Сионом. Между ними начинается схватка, в результате чего Митра побеждает его, убедив его принять окончательную смерть. После победы, Изгнанница спускается в самое ядро академии, где и находит Дарт Трею (Крею). Поговорив некоторое время, они начинают сражаться друг с другом. Сразив её, Сурик начинает интересоваться и задавать ей последние вопросы о судьбе галактики и своих друзей. После всех ответов, Крея умирает. Активировав генератор гравитационной тени (при помощи маленького дроида Бао-Дура), Изгнанница с выжившими компаньонами быстро улетает с разрушающейся планеты.

## Разработка

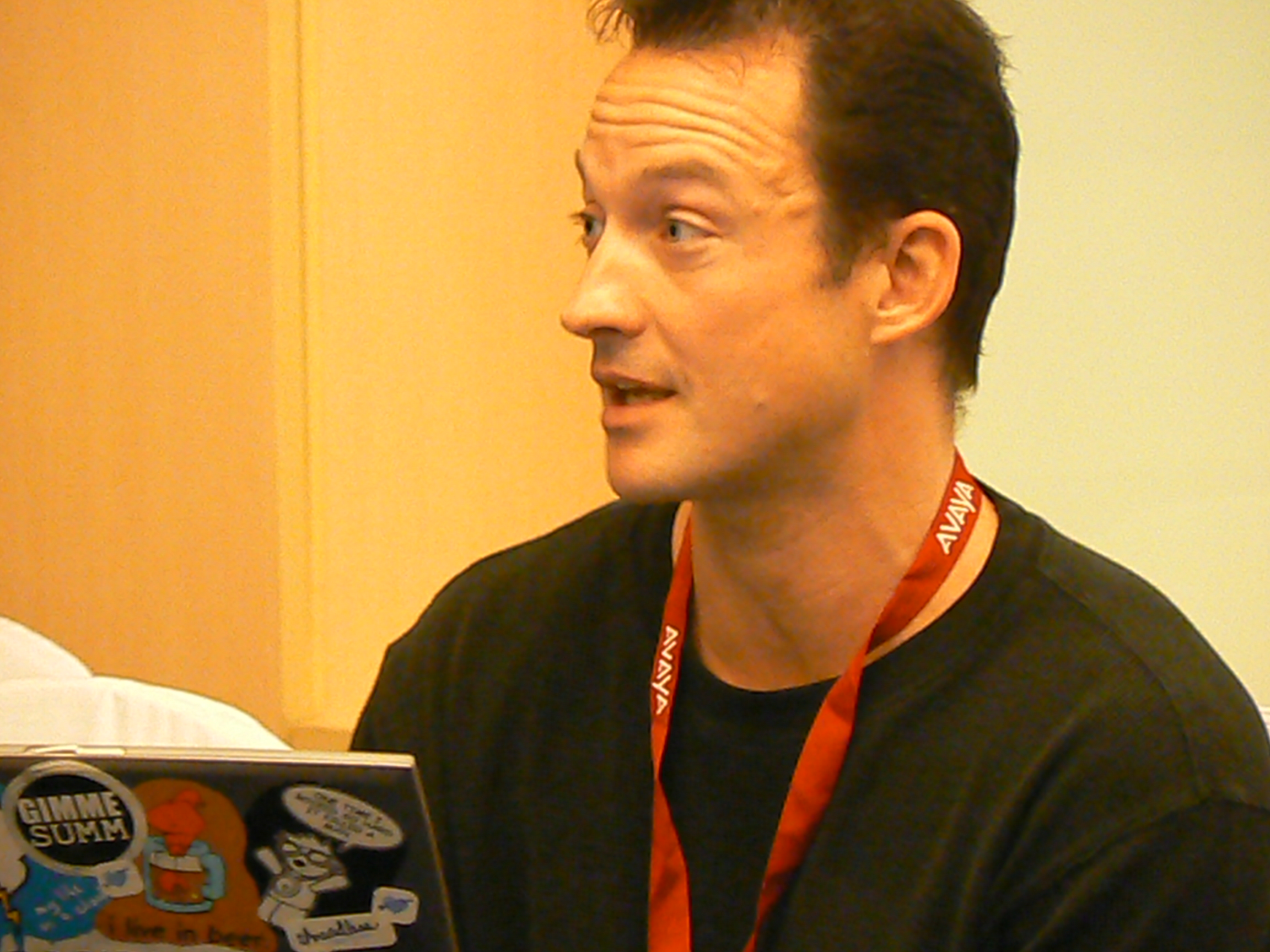
Крис Авеллон был главным геймдизайнером Knights of the Old Republic II — The Sith Lords.

Knights of the Old Republic II была разработана студией Obsidian Entertainment и издана компанией LucasArts. Игра является продолжением Knights of the Old Republic от BioWare и использует тот же игровой движок Odyssey Engine, что и оригинальная игра. BioWare предложила отдать лицензию на разработку сиквела Obsidian, учитывая хорошее знакомство с предыдущими работами Obsidian, дружественные отношения между двумя компаниями, а также слишком жёсткий график разработки, установленный LucasArts для продолжения. Игра была выпущена в версиях для персональных компьютеров и Xbox, однако из-за того, что версия для Xbox вышла на два месяца раньше ПК-версии, в ней остались многочисленные неисправленные ошибки.
Разработка игры началась в октябре 2003 года. Общий сюжет был изначально написан ещё до выхода первой игры серии Knights of the Old Republic, после чего претерпел множество доработок и несколько серьёзных переработок. Готовясь к написанию Knights of the Old Republic II, ведущий дизайнер Крис Авеллон постарался узнать как можно больше о вселенной «Звёздных войн». Он прочитал множество книг, путеводителей, модулей и графических романов, а команда Obsidian также черпала вдохновение из первой Knights of the Old Republic и оригинальной трилогии фильмов «Звёздных войн». Авеллон говорил, что в Obsidian осознавали: одной из составляющих успеха Knights of the Old Republic были сюжет и напарники, поэтому они постарались развить эти аспекты, добавив им глубины.
Knights of the Old Republic II использует ту же систему d20, что и первая часть, но с некоторыми изменениями, а также снимает ограничение на максимальный уровень персонажа. В целом команда не хотела переделывать какие-либо элементы дизайна из первой игры, поскольку считала, что нет необходимости менять то, что уже доказало свою успешность. Вместо этого они решили сосредоточиться на областях, которые можно было улучшить и расширить, сохранив при этом базовый стиль серии. Obsidian проделала большую работу над графикой игры, включая внешний вид неигровых персонажей. Другие технологические улучшения затронули эффекты освещения и погоды, а также увеличение размеров уровней.
Ведущим художником Knights of the Old Republic II стал Аарон Мейерс. Он отбирал людей в художественную команду, просмотрев «тонны заявок, резюме и демо-роликов», и отметил, что был приятно удивлён количеством желающих работать в Obsidian. Мейерс также посетовал на жёсткие сроки, с которыми пришлось столкнуться команде разработчиков. Крис Паркер, операционный директор Obsidian, назвал график, установленный команде разработчиков, «чрезвычайно агрессивным» и подчеркнул, что команда испытывала сильное давление из-за того, что они «создавали продолжение „игры года“».
Разработчики посчитали, что для музыкального сопровождения Knights of the Old Republic II лучше всего подойдёт симфонический оркестр. Автором музыки стал композитор Марк Гриски, который создал темы для персонажей и локаций, включая тему джедаев, темы Дарта Сиона и Дарта Нихилуса (обе имеют много общего с темой Императора из «Возвращения джедая»). Он также написал тему для главного героя, которая иногда звучит, когда игрок сталкивается с внутренним конфликтом. Запись партитуры длительностью около 55 минут была осуществлена оркестром Sinfonia в Сиэтле.
Готовясь представить Knights of the Old Republic II на E3 2004, в Obsidian постарались вместить максимум информации, считая, что презентация должна длиться 30 минут, так как это было единственное мероприятие E3, где игра будет показана. Но из-за ограниченного времени им пришлось сократить презентацию до пяти-десяти минут. В тот момент ни один из разработанных Obsidian уровней не был готов к демонстрации, поэтому они выбрали три уровня и составили график работ, чтобы успеть завершить их в срок. Демоверсия была готова за несколько дней до мероприятия, и игра была представлена в мае 2004 года. Первый трейлер Knights of the Old Republic II был показан позже, в июле 2004 года, а официальный сайт открылся в октябре.
В интервью 2013 года, вспоминая о Knights of the Old Republic II, Авеллон писал, что из-за того, что LucasArts заставила Obsidian закончить игру в сжатые сроки за 14-16 месяцев, она осталась в «незавершённом» виде. Однако Авеллон признал вину и самой Obsidian, так как они не вырезали достаточно контента. Он отметил, что нужно было убрать все мини-игры, а также сказал, что в игре было слишком много кат-сцен на движке. Соучредитель Obsidian Фергюс Уркхарт рассказал, что изначально игру планировали выпустить в 2005 году, но после E3 дату релиза перенесли на декабрь 2004 года. По его словам, Obsidian пришлось выбирать между «нажить неприятности или закончить работу». Из-за этого пришлось пойти на ряд сокращений. Одним из самых значительных стало полное удаление планеты дроидов M4-78 после E3 2004, когда команда поняла, что не сможет вписать её в график. Кевин Сондерс, дизайнер M4-78, пояснил, что он перенёс ассеты с этой планеты на уровень с яхтой на Нар-Шаддаа, чтобы успеть завершить его вовремя, поскольку и этот уровень мог быть вырезан из игры.
Версия Knights of the Old Republic II для Xbox ушла в печать 23 ноября 2004 года, и была выпущена 6 декабря 2004 года в США. Версия для ПК вышла 8 февраля 2005 года. В Европе игра была одновременно выпущена для обеих платформ 11 февраля. Позднее игра была переиздана в августе 2012 года на платформе цифровой дистрибуции Steam, а в январе 2015 года — на GOG.com. 21 июля 2015 года были выпущены версии для OS X и Linux вместе с новой поддержкой Steam Workshop и других функций Steamworks, управлением с помощью контроллера и поддержкой современных широкоформатных разрешений вплоть до 5K. В апреле 2018 года была анонсирована обратная совместимость с Xbox One. Версия для iOS и Android была выпущена 18 декабря 2020 года.
Помимо нескольких официальных патчей, существует известная фанатская модификация под названием The Sith Lords Restored Content Modification (TSLRCM), которая служит неофициальным патчем, исправляющим около 500 оставшихся ошибок, а также восстанавливающим большую часть контента, вырезанного из игры. Кроме того, сообществом были найдены методы улучшения совместимости с современными операционными системами.

## Приём

### Оценки
| Сводный рейтинг       | Сводный рейтинг | Сводный рейтинг |
| Издание               | Оценка          | Оценка          |
| Издание               | PC              | Xbox            |
| --------------------- | --------------- | --------------- |
| GameRankings          | 85,72 %         | 85,82 %         |
| Metacritic            | 85/100          | 86/100          |
| «Критиканство»        | 80              | N/A             |
| Иноязычные издания    |                 |                 |
| Издание               | Оценка          | Оценка          |
| Издание               | PC              | Xbox            |
| 1UP.com               | N/A             | B               |
| CGW                   | 90/100          | N/A             |
| CVG                   | 8,8/10          | N/A             |
| Eurogamer             | N/A             | 8/10            |
| GamePro               | 4,5/5           | 4,5/5           |
| GameRevolution        | [ 59 ]          | N/A             |
| GameSpot              | 8,5/10          | 8,5/10          |
| GameSpy               | 4 из 5          | 4,5 из 5        |
| GameStar              | 88/100          | N/A             |
| GameZone              | 8,9/10          | 9,3/10          |
| IGN                   | 8,7 из 10       | 9,3 из 10       |
| VideoGamer            | 7/10            | N/A             |
| Русскоязычные издания |                 |                 |
| Издание               | Оценка          | Оценка          |
| Издание               | PC              | Xbox            |
| Absolute Games        | 63 %            | N/A             |
| PlayGround.ru         | 8,4/10          | N/A             |
| «Игромания»           | 8,5/10          | N/A             |

Knights of the Old Republic II была положительно встречена. На агрегаторе Metacritic версия для персональных компьютеров имеет средний балл 85 из 100, а версия для Xbox — 86 из 100, что означает «в целом благоприятные отзывы» согласно классификации сайта. IGN отметил, что разработка продолжения игры, которая получила несколько наград «Игра года», сопряжена с большим давлением, и Obsidian с этим справилась. Обзор также посчитал, что игра не разочарует фанатов оригинала и во многом схожа с ним. Обозреватель GamePro высоко оценил обе части Knights of the Old Republic и заявил, что вторая игра придерживается правила не исправлять то, что не сломано. Редакции GameSpot также понравилась вторая часть, но было отмечено, что в игре присутствуют как достоинства, так и недостатки первой игры.
GameSpy сравнил игру с фильмом «Империя наносит ответный удар», отметив, что она имеет лучший сюжет в серии, а также заявил, что в игре лучшая история со времён Planescape: Torment. 1UP.com писал, что Obsidian превзошла оригинальную Knights of the Old Republic с точки зрения сценария, отметив, что сюжет стал более последовательным, диалоги — более острыми, а моральные выборы — более значимыми. Computer Gaming World согласился с этим, написав: «Ваши решения, когда вы идёте по светлому или тёмному пути, стали более неоднозначными, с более неожиданными последствиями». Eurogamer отметил, что по сравнению с оригинальной игрой сюжет Knights of the Old Republic II стал «намного более [морально] серым». Обзор также замечает, что планеты «лучше проработаны и выдержаны в темпе». GameZone написал, что игра является «обязательной покупкой» для людей, которым нравятся хорошо прописанные персонажи и история.
Боевая система в целом была хорошо принята критиками, но некоторые рецензенты отметили, что она в основном не изменилась по сравнению с оригинальной Knights of the Old Republic. GameSpot сравнил боевую систему первой и второй частей, отметив, что в обеих она не очень сбалансирована, однако, по мнению рецензента, это помогает сражениям оставаться непредсказуемыми. Обозреватель GameZone отметил, что боевая система не изменилась по сравнению с первой Knights of the Old Republic, но на его взгляд это хорошо, поскольку сражения в оригинале были увлекательными. IGN высоко оценил искусственный интеллект игры, отметив, что легко управлять главным героем в одиночку, не контролируя других членов группы. С другой стороны, рецензент GameSpy писал, что столкнулся с новыми проблемами искусственного интеллекта в бою, которых не было в первой части.
GameSpot раскритиковал графику Knights of the Old Republic II, сочтя её не впечатляющей. Рецензент GameSpy посчитал графику игры разочаровывающей, назвав ее «немного устаревшей» и «недоделанной». Он также раскритиковал графику за то, что она выглядит так же, как и в первой игре серии, отметив, что ее можно было считать «хорошей» только на момент выхода оригинала. GameZone отметил, что игра выглядит точно так же, как оригинальная Knights of the Old Republic, и что она не сравнится с большинством игр, выпущенных в то время.
GameSpy назвал музыку в игре «отличной», однако рецензент отметил, что её часть была позаимствована у первой игры серии. Рецензент GameSpy также сказал, что хотя большинство актеров озвучки справились хорошо, в игре «немного больше примеров плохой озвучки», чем в первой Knights of the Old Republic. GameZone отметил, что «первоклассная» озвучка дополняет очень хорошо написанные диалоги игры, а также высоко оценил звуковые эффекты.
Игра подверглась критике за технические ошибки; несколько игроков сообщили о проблемах с багами в алгоритмах поиска пути. Рецензент 1UP.com осудил Knights of the Old Republic II за наличие тех же ошибок и технических проблем, что и в первой игре, отметив, что его отряд «по-прежнему имел тенденцию блуждать и пропускать участки карты», а также раскритиковал работу поиска пути в игре. GameSpy заявил, что баги игры «трудно простить» и что этих проблем не было в первой Knights of the Old Republic. В другой статье GameSpy отметил, что игра не закончена, и объяснил это спешкой из-за установленного срока сдачи проекта.
GameSpy назвал Крею лучшим игровым персонажем 2005 года, отметив, что она была «безусловно, самым интригующим, сложным, загадочным, хорошо прописанным персонажем в видеоиграх в этом году». Игра заняла второе место в нескольких номинациях GameSpot за 2004 год: «Лучшая ролевая игра», «Лучшая озвучка», «Лучший новый персонаж» и «Лучшая игра по мотивам ТВ или кино» среди всех платформ. В 2010 году игра была включена в книгу «1001 Video Games You Must Play Before You Die».

### Продажи
Согласно данным The NPD Group, Knights of the Old Republic II в течение декабря 2004 года продалась в Северной Америке количеством в 458 000 экземпляров. Игра дебютировала на 11-м месте в общем чарте за этот месяц и на 3-м месте в чарте только для Xbox. После выхода в Северной Америке версии для Windows игра заняла 2-е место в чарте игр для персональных компьютеров за февраль. В Великобритании игра стартовала на вершине еженедельного чарта, опередив World of Warcraft, которая была выпущена в ту же неделю. Eurogamer сообщил, что в Великобритании Knights of the Old Republic II продалась в первую неделю намного лучше, чем первая часть. Сайт предполагает, что этому способствовал одновременный выход второй части на Windows и Xbox в регионах PAL, в то время как первая игра первоначально вышла только на Xbox. В течение 2005 года версия для Xbox разошлась тиражом более 60 000 экземпляров в этом регионе.
К началу 2006 года Knights of the Old Republic II продалась количеством в почти 1,5 миллиона экземпляров. К 2008 году продажи игры только в США достигли 1,275 миллиона. Летом 2018 года, благодаря уязвимости в защите Steam Web API, стало известно, что точное количество пользователей сервиса Steam, которые играли в игру хотя бы один раз, составляет 1 529 038 человек.